# Debilidad muscular
La debilidad muscular o  miastenia (mi- del griego μυο que significa "músculo" + debilidad ἀσθένεια que significa "debilidad") es un término para referirse a los síntomas de enfermedades musculares o una baja fuerza en los músculos del individuo humano o animal.
Existen varias causas para esta condición, y se clasifican como debilidad muscular verdadera y debilidad muscular percibida. La debilidad muscular verdadera es síntoma principal de una gran variedad de enfermedades musculoesqueléticas, incluyendo la distrofia muscular y la miopatía inflamatoria. Ocurre en enfermedades relacionadas con las uniones neuromusculares como la miastenia gravis. La debilidad muscular también puede ser causada los bajos niveles de potasio (hipocaliemia) y otros electrolitos en las células musculares.

## Debilidad muscular verdadera y percibida
La debilidad muscular puede ser clasificada como "verdadera" o como "percibida" basado en su causa.
- La debilidad muscular verdadera (o debilidad neuromuscular) se refiere a la condición en la que la fuerza ejercida por los músculos es menor que la esperada, como ocurre en la distrofia muscular.
- La debilidad muscular percibida (o debilidad no neuromuscular) describe la condición en la que una persona siente que requiere realizar un esfuerzo mayor para ejercer una acción pero en realidad la fuerza muscular es la misma que las condiciones normales. Esto ocurre por ejemplo en el síndrome de fatiga crónica.[2]

En algunas condiciones como la miastenia gravis, la fuerza muscular es la misma de siempre mientras no se realice ejercicio, pero se convierte en debilidad muscular verdadera después de que el músculo ha sido expuesto a algún tipo de ejercicio.

## Debilidad muscular proximal y distal
La debilidad muscular también puede ser clasificada como "proximal" o como "distal" basado en la ubicación de los músculos que afecta. La debilidad muscular proximal afecta a los músculos que están más cercanos a la parte central del cuerpo, mientras que la distal afecta a aquellos músculos alejados de la misma, como por ejemplos los brazos y pies.
La debilidad muscular proximal es común en el síndrome de Cushing y el hipertiroidismo.

## Grado
La severidad de la debilidad muscular puede ser clasificada en diferentes "grados" basados en los siguientes criterios:
- Grado 0: No hay contracción o movimiento muscular alguno.
- Grado 1: Hay indicios de contracción pero no se contempla movimiento en las partes del cuerpo asociadas.
- Grado 2: Existe movimiento en la unión muscular cuando el movimiento no es en contra de la fuerza de gravedad (movimiento horizontal).
- Grado 3: Existe movimiento en contra de la fuerza de gravedad, pero no en contra de una resistencia externa como la de otro humano contrarestándola.
- Grado 4: Existe movimiento en contra a resistencias externas pero es menor de la normal.
- Grado 5: La fuerza muscular es normal.